# Контрієр
Контріє́р (фр. Contrières) — колишній муніципалітет у Франції, у регіоні Нормандія, департамент Манш. Населення — 386 осіб (2011).
Муніципалітет був розташований на відстані близько 280 км на захід від Парижа, 85 км на захід від Кана, 29 км на південний захід від Сен-Ло.

## Історія
До 2015 року муніципалітет перебував у складі регіону Нижня Нормандія. Від 1 січня 2016 року належав до нового об'єднаного регіону Нормандія.
1 січня 2019 року Контрієр, Геебер, Ерангервіль i Треллі було приєднано до муніципалітету Кеттревіль-сюр-Сьєнн.

## Демографія
Динаміка населення (INSEE ):
Розподіл населення за віком та статтю (2006):
| Стать | Всього | До 15 років | 15-24 | 25-44 | 45-64 | 65-85 | Понад 85 |
| --- | ------ | ----------- | ----- | ----- | ----- | ----- | -------- |
| Чоловіки | 185    | 43          | 24    | 55    | 43    | 20    | 0        |
| Жінки | 185    | 54          | 16    | 43    | 36    | 28    | 8        |
| \| Статево-вікова піраміда \| Статево-вікова піраміда \| Статево-вікова піраміда \| \| ----------------------- \| ----------------------- \| ----------------------- \| \| Чоловіки \| Вік \| Жінки \| \| 0 \| 85 + \| 8 \| \| 4 \| 80-84 \| 8 \| \| 0 \| 75-79 \| 8 \| \| 4 \| 70-74 \| 12 \| \| 12 \| 65-69 \| 0 \| \| 4 \| 60-64 \| 8 \| \| 12 \| 55-59 \| 8 \| \| 8 \| 50-54 \| 8 \| \| 19 \| 45-49 \| 12 \| \| 19 \| 40-44 \| 16 \| \| 8 \| 35-39 \| 0 \| \| 12 \| 30-34 \| 23 \| \| 16 \| 25-29 \| 4 \| \| 8 \| 20-24 \| 12 \| \| 16 \| 15-20 \| 4 \| \| 16 \| 10-14 \| 8 \| \| 8 \| 5-9 \| 23 \| \| 19 \| 0-4 \| 23 \| |        |             |       |       |       |       |          |
| Статево-вікова піраміда |        |             |       |       |       |       |          |
| Чоловіки | Вік    | Жінки       |       |       |       |       |          |
| 0 | 85 +   | 8           |       |       |       |       |          |
| 4 | 80-84  | 8           |       |       |       |       |          |
| 0 | 75-79  | 8           |       |       |       |       |          |
| 4 | 70-74  | 12          |       |       |       |       |          |
| 12 | 65-69  | 0           |       |       |       |       |          |
| 4 | 60-64  | 8           |       |       |       |       |          |
| 12 | 55-59  | 8           |       |       |       |       |          |
| 8 | 50-54  | 8           |       |       |       |       |          |
| 19 | 45-49  | 12          |       |       |       |       |          |
| 19 | 40-44  | 16          |       |       |       |       |          |
| 8 | 35-39  | 0           |       |       |       |       |          |
| 12 | 30-34  | 23          |       |       |       |       |          |
| 16 | 25-29  | 4           |       |       |       |       |          |
| 8 | 20-24  | 12          |       |       |       |       |          |
| 16 | 15-20  | 4           |       |       |       |       |          |
| 16 | 10-14  | 8           |       |       |       |       |          |
| 8 | 5-9    | 23          |       |       |       |       |          |
| 19 | 0-4    | 23          |       |       |       |       |          |

## Економіка
2010 року серед 246 осіб працездатного віку (15—64 років) 193 були активними, 53 — неактивними (показник активності 78,5%, у 1999 році було 75,9%). З 193 активних мешканців працювало 176 осіб (97 чоловіків та 79 жінок), безробітними було 17 (6 чоловіків та 11 жінок). Серед 53 неактивних 17 осіб було учнями чи студентами, 29 — пенсіонерами, 7 були неактивними з інших причин.

У 2010 році в муніципалітеті числилось 155 оподаткованих домогосподарств, у яких проживали 378,0 особи, медіана доходів виносила 16 999,5 євро на одного особоспоживача